# Флюэллинг, Ралф Тайлер
Ралф Тайлер Флюэллинг (англ. Ralph Tyler Flewelling, 23 ноября 1871, Де Витт, Мичиган — 31 марта 1960, Глендейл (Калифорния)) — американский философ

-идеалист, один из основоположников персонализма в США, редактор, профессор университета Южной Калифорнии (с 1927) и Сорбонны (Париж). Доктор философии (с 1909).

## Биография
Получил образование в университете штата Мичиган , Алма колледже (Мичиган), Гарретском библейском институте (Эванстон (Иллинойс)) и Бостонском университете.
В 1896 году рукоположен в методистской епископальной церкви, с 1903 по 1917 год служил пастором, с 1917 года читал курс лекций, а с 1927 года — профессор и заведующий кафедрой философии в Университете Южной Калифорнии. 
В 1918 году преподавал в Сорбонне. Был назначен заведующим кафедрой философии в университете американского экспедиционного корпуса в Боне (Франция).
С 1920 года — основатель и редактор научно-философского журнала «Personalist». В 1919-1920 годах был президентом кельтского клуба.

## Научная деятельность
Христианско-теистическое учение Флюэллинга дополняет «конвенциональными фикциями» науки и философии (пространственно-временной мир, абсолютная истина и др.). По Флюэллингу, преданность «высшим понятиям», в первую очередь, Богу, «ведёт к лучшей жизни и лучшему обществу». Современное общество, по Флюэллингу, переживает кризис, который он связывает с противоположностью «западной» и «восточной» культур, а возможность их примирения с возвратом к учению раннего христианства.

## Избранные труды
- Christ and the Dramas of Doubt (1913)
- Personalism and the Problems of Philosophy (1915)
- Philosophy and the War (1918)
- Bergson and Personal Realism (1919)